# Voice of Wilderness
Voice of Wilderness è il secondo album del gruppo musicale finlandese Korpiklaani, pubblicato nel 2005.

## Tracce
1. Cottages and Saunas – 3:16
2. Journey Man – 2:33
3. Fields in Flames – 3:52
4. Pine Woods – 4:25
5. Spirit of the Forest – 4:27
6. Native Land – 4:32
7. Hunting Song – 3:02
8. Ryyppäjäiset – 3:03
9. Beer Beer – 2:59
10. Old Tale – 5:39
11. Kädet siipinä – 3:12

## Formazione
- Jonne Järvelä - voce, yoik, chitarra acustica ed elettrica
- Jaakko "Hittavainen" Lemmetty - violino, cornamusa, scacciapensieri, jouhikko, torupill (cornamusa estone)
- Arto Tissari - basso, seconda voce
- Honka - chitarra elettrica
- Ali Määttä - percussioni
- Kalle "Cane" Savijärvi - chitarra elettrica, seconda voce
- Matti "Matson" Johansson - batteria, seconda voce

### Altri musicisti
- Virva Holtiton - kantele
- Katja Juhola - fisarmonica
- Frank - seconda voce
- Mäkkärä - seconda voce
- Wesilahti Wiking Choir - coro (traccia 14)